# Don't Be a Sucker
Don't Be a Sucker é um curta-metragem produzido pelo Departamento de Guerra dos Estados Unidos lançado em 1943 e adaptado como uma versão ligeiramente mais curta (17 minutos e 21 segundos) em 1947. Tem temas antirracistas e antifascistas, e foi feito para educar os telespectadores sobre o preconceito e a discriminação. O filme também foi feito para defender a dessegregação das forças armadas dos Estados Unidos. É conservado pelos Arquivos Nacionais e Administração de Documentos.

## Premissa
Um Maçom americano que escuta um agitador racista e fanático, pregando um discurso de ódio contra minorias étnicas, religiosas e imigrantes, é alertado por um imigrante húngaro naturalizado, possivelmente um sobrevivente ou fugitivo do Holocausto, que lhe explica como tal retórica e demagogia permitiram que os nazistas chegassem ao poder na Alemanha de Weimar, e avisa os americanos para não caírem na demagogia de racistas e fanáticos americanos.

## Elenco
- Paul Lukas como o Refugiado Húngaro
- Richard Lane como o Orador Improvisador
- Felix Bressart como o Professor Antinazista
- Bob Bailey como Mike
- Robert Adler como Ouvinte
- Chick Chandler como o Vigarista
- George Chandler como Sucker
- Kurt Kreuger como Hans
- Frank O'Connor como Ouvinte

## Na cultura popular
Em agosto de 2017, o curta se tornou viral na internet após a violenta Manifestação Unite the Right em Charlottesville, Virgínia, e várias cópias foram enviadas para sites de compartilhamento de vídeo no ano passado.

## Galeria

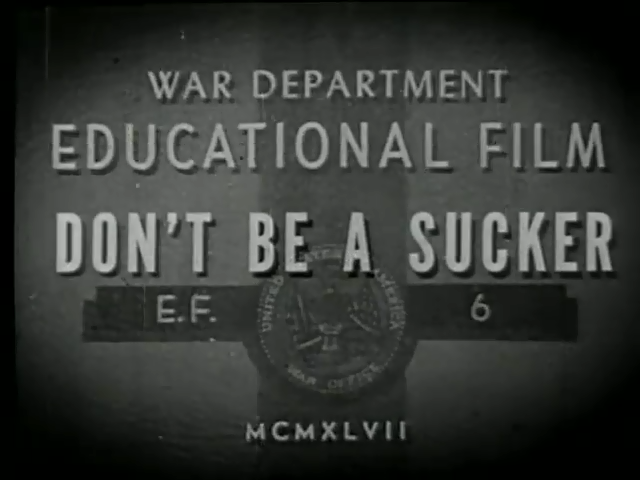
00:00:00 - Abertura
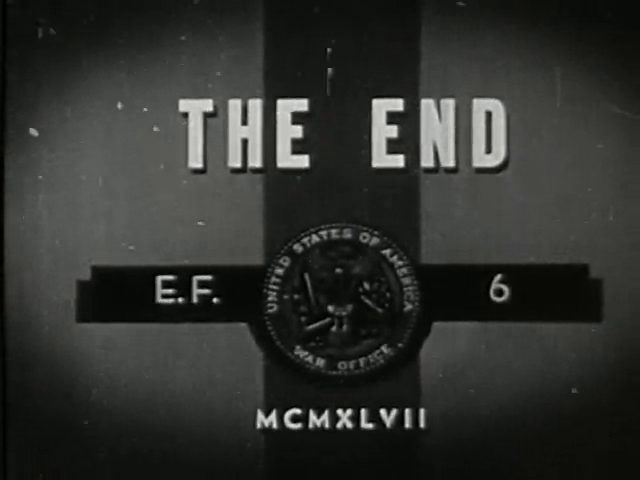
00:17:08 - Fim
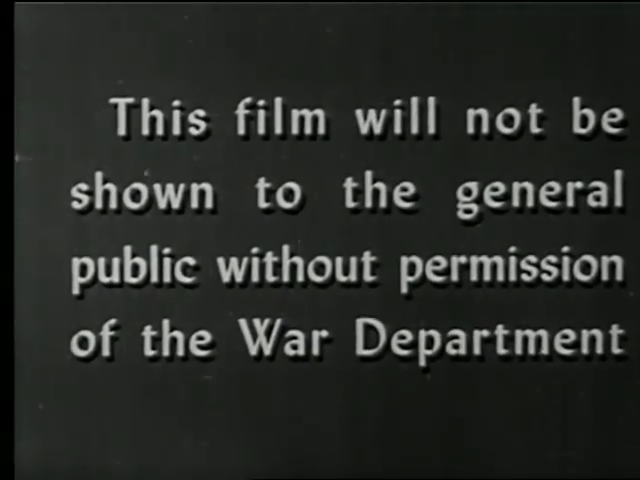
00:17:14 - "Este filme não será exibido ao público em geral sem a permissão do Departamento de Guerra"